# Jean-Pierre-Dominique Zévaco
Jean-Pierre-Dominique Zévaco CM (* 30. Juli 1925 in Vico; † 25. Juli 2017 in Fianarantsoa) war ein französischer Ordensgeistlicher und römisch-katholischer Bischof von Tôlagnaro.

## Leben
Jean-Pierre-Dominique Zévaco trat der Ordensgemeinschaft der Lazaristen bei und empfing am 29. Juni 1959 die Priesterweihe.
Papst Paul VI. ernannte ihn am 26. September 1968 zum Bischof von Fort-Dauphin. Der Erzbischof von Fianarantsoa, Gilbert Ramanantoanina SJ, spendete ihm am 12. Januar desselben Jahres die Bischofsweihe; Mitkonsekratoren waren Alphonse-Marie-Victor Fresnel CM, emeritierter Bischof von Fort-Dauphin, und Camille-Antoine Chilouet CM, Bischof von Farafangana. Seit der Umbenennung des Bistums am 23. November 1989 war er Bischof von Tôlagnaro.
Am 24. April 2001 nahm Papst Johannes Paul II. seinen altersbedingten Rücktritt an.